# ماتی یوستوف
ماتی یوستوف (استونیایی: Mati Jostov; ۱۴ سپتامبر ۱۹۵۸ – ۲۵ ژوئیهٔ ۲۰۰۶) اقتصاددان، سیاستمدار و نماینده مجلس اهل استونی بود.